# Savannah Fitzpatrick
Pour les articles homonymes, voir Fitzpatrick.
Savannah Fitzpatrick née le 4 février 1995 à Cabarita Beach, est une joueuse de hockey sur gazon australienne. Elle évolue au poste d'attaquante au Queensland Scorchers et avec l'équipe nationale australienne.
Elle a participé aux Jeux olympiques d'été de 2020.

## Carrière

### Coupe d'Océanie
- : 2019

### Jeux olympiques
- Top 8 : 2020